# Introdução aos Estudos Históricos
Introdução aos Estudos Históricos, publicado em 1898, é um manual escrito por Charles-Victor Langlois e Charles Seignobos. A obra contém ideias e métodos de análise que os historiadores deveriam se basear para o seu ofício. Ela foi uma das principais no que diz respeito aos métodos difundidos pela escola metódica, sendo referência para gerações futuras de historiadores. Interessava a Langlois e Seignobos atingir uma imparcialidade e o objetividade na produção historiográfica, e para isso se propuseram a elaborar técnicas de análise visando uma história profissional. Langlois e Seignobos afirmaram a importância da crítica para o trabalho histórico, pois, o documento não fala por si mesmo, sendo necessário o trabalho do historiador na análise crítica

## Pontos principais

### Metodologia histórica
Para a Escola Metódica a investigação científica deve estar distante de qualquer concepção filosófica. A história deve almejar uma objetividade absoluta e empregar técnicas sistemáticas para a obtenção dos fatos.

### Crítica interna e externa
O método histórico proposto consistia em diversas etapas divididas em duas categorias de análise: a crítica externa e a crítica interna. Dentre estas etapas, a reunião dos documentos, e as análises críticas, de autenticidade, de procedência, de interpretação e de credibilidade. O historiador iniciaria seu trabalho realizando a crítica externa por meio da erudição.  Nesta fase, busca-se localizar a fonte, examinar a sua autenticidade, destacar pontos de referência; indicar a data, o local e confeccionar uma ficha de análise móvel. Esta ficha permite um melhor manuseio e verificação da fonte. Passando para a crítica interna ou hermenêutica, retoma-se esta ficha, e adiciona-se mais dados relevantes ao documento. Analisa-se o conteúdo e a crítica positiva de interpretação da fonte, as condições e o contexto em que foi produzido o documento, a crítica negativa que sofreu, os termos utilizados. Nessa última fase, o historiador também reflete sobre as intenções que estavam em jogo na elaboração do documento analisado.

### Síntese histórica
A síntese histórica ou operações sintéticas ocorre posteriormente à crítica externa e interna, tratando-se do período de passagem dos fatos históricos à construção histórica final. Nesta etapa é feita a organização dos fatos, as relações estabelecidas entre eles, e, pôr fim, a produção historiográfica